# Jack Hobbs
Sir John Berry Hobbs (16. prosince 1882 Cambridge – 21. prosince 1963 Hove) byl anglický hráč kriketu, známý jako Jack Hobbs nebo The Master. Nastupoval na pozici pálkaře, hrál pravou rukou. 
Byl nejstarší ze dvanácti dětí pokrývače, který se později stal správcem univerzitního hřiště, což mu umožnilo od dětství trénovat. V letech 1905 až 1934 hrál profesionálně za Surrey County Cricket Club. Ve své kariéře dosáhl rekordních 61 760 přeběhů. Ve 199 případech zaznamenal „century“ (sto přeběhů v jedné směně). Za anglickou kriketovou reprezentaci odehrál 61 testovacích utkání. Účastnil se úspěšného turné v Austrálii v letech 1911 a 1912. Po první světové válce vytvořil silnou dvojici pálkařů s Herbertem Sutcliffem. V letech 1909 a 1926 byl vyhlášen nejlepším hráčem roku. Patřil k prvním hráčům kriketu, kteří se stali celebritami, jeho příjem ze sportu i účinkování v reklamě dosáhl na vrcholu kariéry 1 500 liber ročně. 
Po ukončení kariéry se stal novinářem v News Chronicle a majitelem prodejny sportovních potřeb. Za druhé světové války sloužil v Home Guard. V roce 1953 byl jako první kriketista v historii povýšen do rytířského stavu.
Wisden Cricketers' Almanack ho zařadil mezi pět největších osobností kriketu ve dvacátém století.